# زیردریایی ژول (کیو۸۴)
زیردریایی ژول (کیو۸۴) (به انگلیسی: French submarine Joule (Q84)) یک زیردریایی بود که طول آن ۱۷۰ فوت ۱۱ اینچ (۵۲٫۱۰ متر) بود. این زیردریایی در سال ۱۹۱۱ ساخته شد.